# Nectocarcinus spinifrons
Nectocarcinus spinifrons is een krabbensoort uit de familie van de Portunidae. De wetenschappelijke naam van de soort is voor het eerst geldig gepubliceerd in 1961 door Stephenson.